# Rouet géant de Sainte-Germaine-Boulé

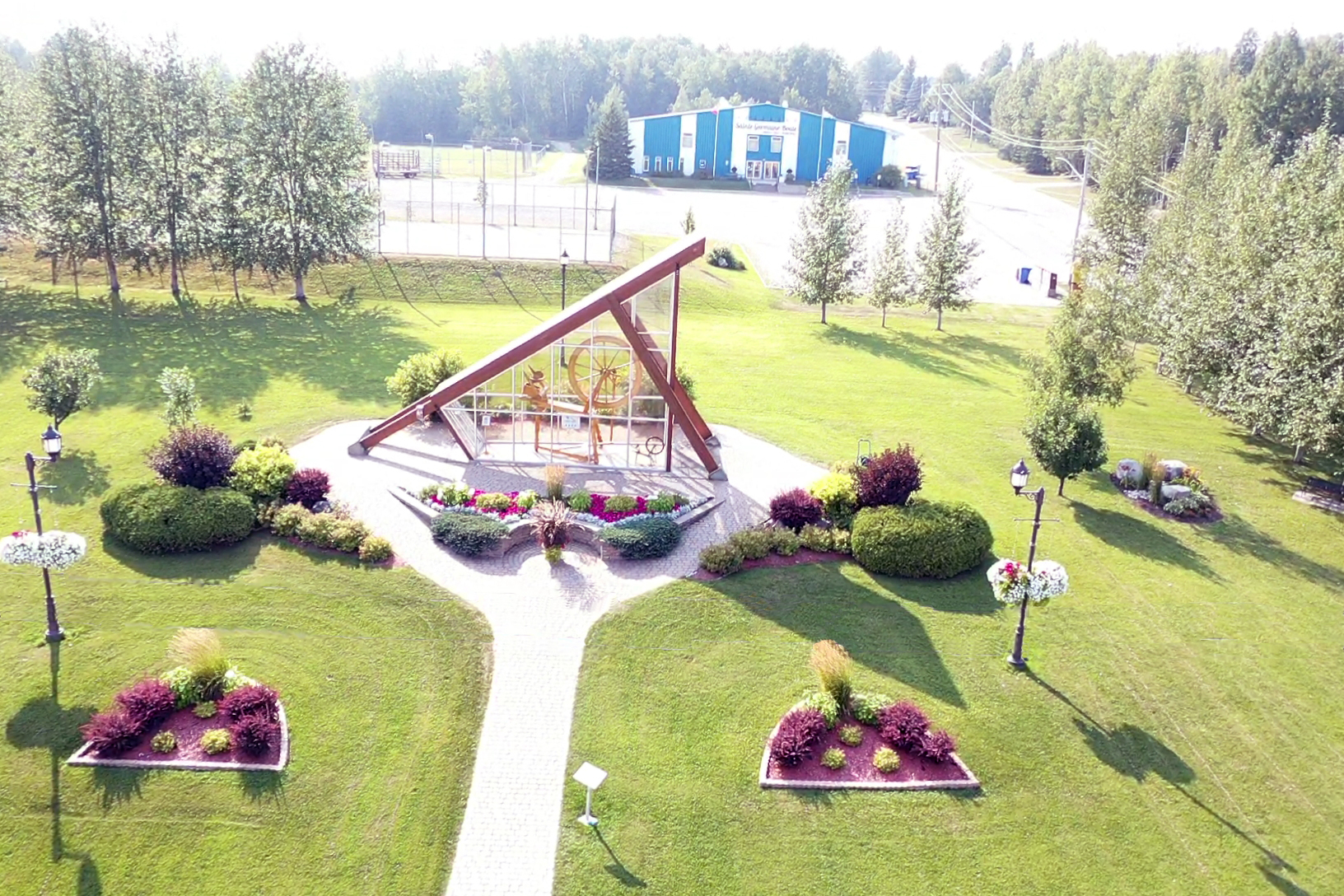
Le Rouet géant de Sainte-Germaine-Boulé

Le rouet géant de Sainte-Germaine-Boulé et un monument érigé en 1983 pour commémorer le cinquantième anniversaire de fondation de la municipalité québécoise de Sainte-Germaine-Boulé.

## Description
La municipalité de Sainte-Germaine-Boulé a été fondée en 1933.
C'est le comité organisateur des fêtes du 50e anniversaire de la fondation de la municipalité en 1983 qui a fait ériger ce monument commémoratif, un rouet géant homologué dans le livre des records Guinness. Florian Bégin est l'artisan qui a relevé le défi de fabriquer ce gigantesque rouet. Les plans avaient été dessinés par Jacques Chabot et il avait agrandi 4 fois à l’échelle les dimensions d’un vieux rouet patrimonial, provenant de Madame Claire Blanchette et légué à sa fille Francine Audet. Florian Bégin, le maître d’oeuvre de ce projet, a consacré plus de 700 heures à sa fabrication, aidé de messieurs Georges Audet, Ulric Chabot et Valère Pigeon. Ce grand rouet est fabriqué de pin blanc, pèse plus de 850 livres et est fonctionnel.
Abrité et protégé à l'intérieur d'une grande structure vitrée devant l'aréna municipal et mis en valeur dans un grand espace paysager bien aménagé, on peut apercevoir au pied de ce Rouet géant, un rouet identique à celui ayant servi de modèle; celui-ci fut également fabriqué par Florian Bégin.

## Attrait touristique
C'est en février 2001 que le comité de développement, avec Frédéric Audet en tête, entreprend des démarches afin de connaître les exigences, la réglementation et les conditions requises pour l’homologation du rouet géant dans le livre des records «Guinness World Records». Suivant ces démarches et les exigences remplies, la confirmation d’un record mondial pour le rouet géant est reçue. Sur le certificat, on peut lire ce qui suit: «Le plus grand rouet au monde est situé dans la municipalité de Sainte-Germaine-Boulé, Québec, Canada. Sa hauteur est de 4,01 mètres. Le diamètre de la roue est de 2,44 mètres. Il fut érigé en 1983 pour les célébrations du 50e anniversaire de la municipalité.» Le rouet géant rend hommage aux pionniers et pionnières de la première heure et particulièrement au travail de la femme dans les débuts difficiles de la municipalité. De plus, il rappelle l'attachement aux traditions et aux origines. Depuis sa conception, le rouet est devenu l'emblème de la municipalité et on peut le remarquer sur ses armoiries et son logo. Il constitue également le logo de la Société d’histoire et de généalogie.